# Diana Sokołowska
Diana Sokołowska (ur. 19 lutego 1996 w Sokółce) – polska pływaczka, najmłodsza uczestniczka Letnich Igrzysk Olimpijskich 2012 w reprezentacji Polski.

## Kariera sportowa
Była zawodniczką Juvenii Białystok, od 2015 reprezentuje barwy AZS-AWFiS Gdańsk. W 2012 wystąpiła na Igrzyskach Olimpijskich w Londynie, wystartowała w sztafecie 4 x 200 m stylem dowolnym, która odpadła w eliminacjach z najsłabszym czasem ze wszystkich drużyn - 8:13,76 (partnerkami były Katarzyna Wilk, Karolina Szczepaniak i Alexandra Putra). Reprezentowała Polskę na mistrzostwach Europy juniorek w 2011 (8 m. na 200 m stylem dowolnym) i 2012 (5 m. na 200 m stylem dowolnym) oraz mistrzostwach Europy na basenie 25-metrowym w 2011 (odpadła w eliminacjach wyścigu na 200 m stylem dowolnym i półfinale na 100 m stylem dowolnym)
Na basenie 50-metrowym zdobyła 7 medali mistrzostw Polski seniorek:
- 100 m stylem dowolnym: 2 m. (2010), 3 m. (2012)
- 200 m stylem dowolnym: 1 m. (2011), 3 m. (2012), 2 m. (2013), 1 m. (2016)
- 4 x 100 m stylem zmiennym: 3 m. (2016)

Była też mistrzynią Polski seniorek na basenie 25-metrowym na 100 m stylem dowolnym (2011).